# Conservatorio Estatal Komitas de Ereván
El Conservatorio Estatal Komitas de Ereván (en armenio: Կոմիտասի անվան Երևանի Պետական Երաժշտական Կոնսերվատորիա) está situado en Ereván, capital de Armenia. Fue fundado en 1921 como un sitio para el estudio de la música, y re fundado dos años más tarde como una institución de educación musical superior. Su nombre honra a Komitas, compositor armenio.

## Historia
A principios del siglo XX, se inició la formación de la cultura musical profesional armenia con la participación de egresados de conservatorios rusos y europeos. El compositor Romanos Melikyan fue el fundador del primer Conservatorio Armenio.
El Conservatorio se encuentra cerca de la Ópera de Ereván y es un edificio de cuatro pisos con 450 espacios diferentes como aulas de clase, que incluyen dos estudios especiales de órganos y 12 clases de piano con dos pianos de cola, una biblioteca y un salón de lectura, un estudio de grabación de sonido y un consultorio médico, consejo estudiantil y talleres de instrumentos musicales, una tienda de música, un buffet, etcétera.

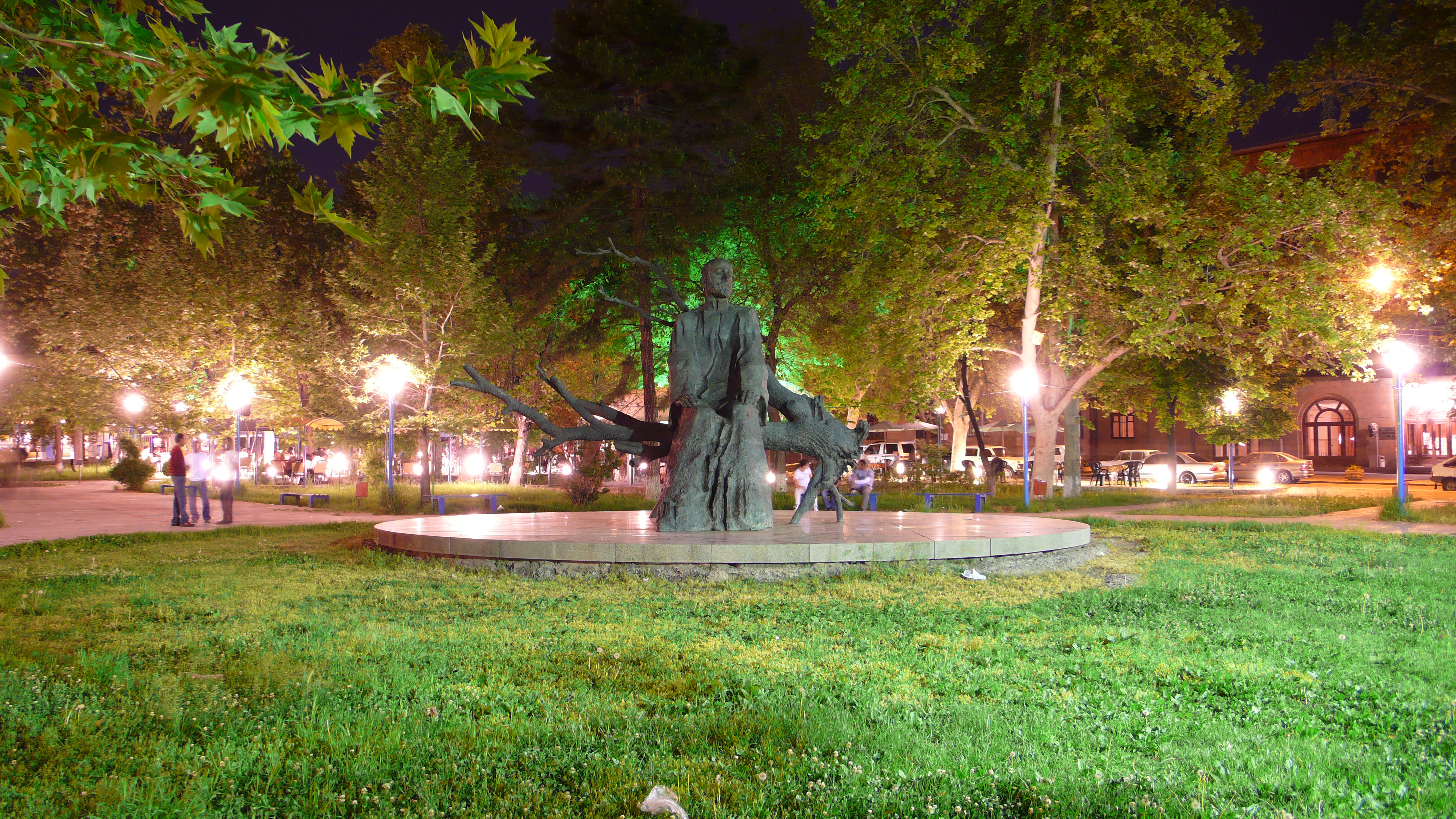
Escultura de Komitas Vardapet frente al conservatorio.